# Catrin Finch
Catrin Ana Finch (Llanon, Ceredigion, 24 april 1980), beter bekend als Catrin Finch, is een Welshe harpiste, componiste en arrangeur. Finch speelt zowel klassieke muziek, Welshe folk als nieuwe composities en is bekend van haar samenwerkingen met onder andere Seckou Keita.

## Biografie
Catrin Finch begon op haar vijfde met harp spelen, kort nadat ze de harpiste Marisa Robles had horen spelen. Op haar tiende werd ze lid van het National Youth Orchestra of Great Britain. Finch studeerde bij Elinor Bennett en Skaila Kanga en aan de Purcell School of Music en de Royal Academy of Music. Ze won diverse harpcompetities.
Van 2000 tot 2004 was Finch Officiële Harpist van de Prins van Wales, een functie die sinds 1872 niet meer bestond. Prins Charles besloot deze functie in ere te herstellen nadat hij Finch had horen spelen.
Finch speelt veel klassiek repertoire van componisten als Bach, Hindemith, Fauré en Godefroid (Carnaval de Venise, 2001), Händel en Debussy (Crossing the Stone, Sony, 2003), Schumann, Brahms, Mendelssohn, Schubert, Satie, Tsjaikovsky en Mozart (Lullabies, Deutsche Grammophon, 2013) enzovoorts. Ook speelt ze traditionele Welshe folk, bijvoorbeeld op de albums Annwn (2011) en  Blessing (Deutsche Grammophon, 2012).
Ze spant zich er daarnaast voor in om het repertoire voor harp te verbreden en te vernieuwen. Dit doet ze door nieuw repertoire te kiezen, muziek voor harp te componeren en te arrangeren, en door vele samenwerkingen. Ook speelt improvisatie een belangrijke rol in haar werk.
Finch werkte bijvoorbeeld met jazzinvloeden op albums als Crossing the Stone en Annwn. Ook arrangeerde ze de Goldbergvariaties van Bach voor harp. Finch werkte daarnaast samen met musici en componisten uit verschillende genres en landen, waaronder de Welshe componist Karl Jenkins, de Britse John Rutter en Julian Lloyd Webber, de Malinese koraspeler Toumani Diabaté, de Senegalese koraspeler Seckou Keita, de Colombiaanse joropogroep Cimarrón en de Ierse violiste Aoife Ní Bhriain.
In 2013 nam ze het album Clychau Dibon op met de Senegalese koraspeler Seckou Keita. De kora is ook een soort harp, en zowel de Welshe harp als de West-Afrikaanse kora maken deel uit van een eeuwenoude traditie van verhalenvertellers. Maar er zijn ook verschillen tussen beide instrumenten: de harp van Finch is bijvoorbeeld chromatisch, en de kora niet. Na veel samenspelen en improviseren ontwikkelden de twee een repertoire waarin beide instrumenten en tradities (de Keltisch/Welshe en Mandinka-traditie) samenvloeien. De samenwerking tussen beiden werd positief besproken in onder andere De Volkskrant, NRC, Trouw, The Guardian en Songlines. NRC noemde het "een wereldwijde sensatie" en "iets wat iedereen verbluft achterlaat". De Volkskrant noemde het "hypnotiserend, bedwelmend, majestueus, verbluffend mooi" en " wonderbaarlijk mooie mengmuziek".
Finch en Keita namen daarna nog twee albums samen op, SOAR (2018) en Echo (2022). Opnieuw werd hun samenwerking positief besproken in de pers.
In 2023 ging Finch een samenwerking aan met de Ierse violiste Aoife Ní Bhriain. Voor hun album Double You (2023) lieten ze zich inspireren door Bach, barok en Ierse en Welshe folk.
Finch gaf optredens op festivals en podia als Night of the Proms, WOMAD, Sfinks, Bimhuis en Wonderfeel.

## Erkenning en waardering

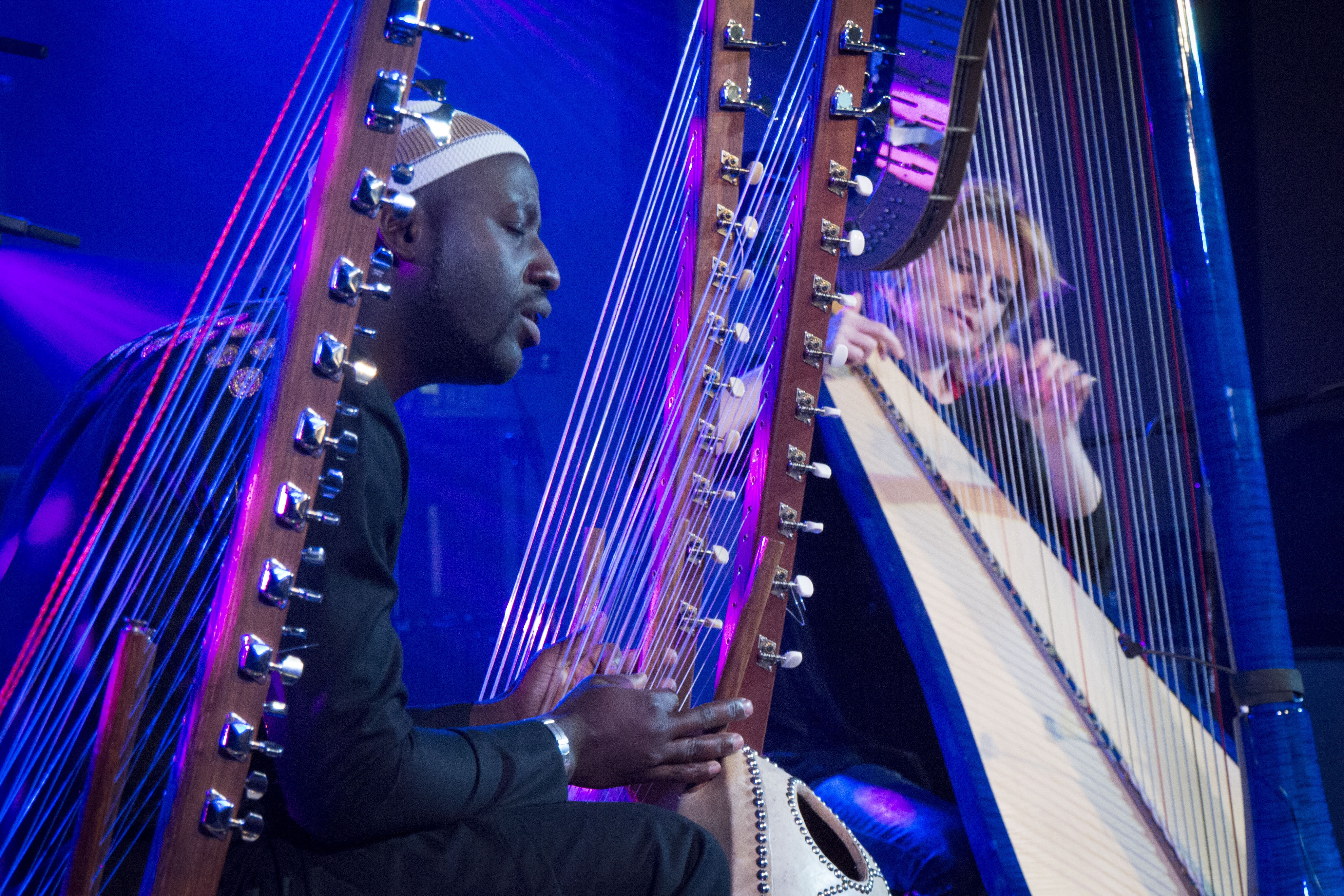
Catrin Finch en Seckou Keita in 2014.

Finch behaalde met haar albums meerdere noteringen in Britse albumhitlijsten. Zo bereikten de albums Goldberg Variations, Blessing, Lullabies en Tides de top 10 in de Official Classical Artist Albums Chart. Echo en Double You bereikten de top 10 in de Official Folk Albums Chart. In 2014 bereikte Clychau Dibon (met Seckou Keita) de 50e plaats in de Nederlandse Album Top 100.
Ook bereikten haar albums diverse malen de albumlijsten van critici. Zo bereikte SOAR de 4e plek in de World Music Charts Europe en de 1e plek in de Transglobal World Music Chart (juni 2018). Echo behaalde in juni 2022 de elfde plaats in de World Music Charts Europe en de tweede plaats in de Transglobal World Music Chart. Double You bereikte de toppositie in de World Music Charts Europe (december 2023) en de tweede plek in de Transglobal World Music Chart (november 2023).

### Prijzen en onderscheidingen (selectie)
- 2013: fRoots Critics Poll Award in de categorie Album of the Year (met Seckou Keita)[38]
- 2014: Songlines Music Award in de categorie Beste cross-culturele samenwerking (met Seckou Keita)[39]
- 2018: fRoots Critics Poll Award in de categorie Album of the Year (met Seckou Keita)[38]
- 2019: BBC Radio 2 Folk Award in de categorie Best Duo/Group (met Seckou Keita)[40]
- 2019: Songlines Music Award in de categorie Fusion (met Seckou Keita)[41]

## Discografie
- 2001: Carnaval de Venise
- 2003: Crossing the Stone
- 2004: The Harpist
- 2007: String Theory
- 2007: Little Angels (met Elinor Bennett)
- 2009: Bach - Goldberg Variations
- 2009: Yn Byw (met Cimarrón)
- 2011: Annwn
- 2012: Blessing (met John Rutter)
- 2013: Clychau Dibon (met Seckou Keita)
- 2013: Lullabies
- 2015: Tides
- 2018: SOAR (met Seckou Keita)
- 2022: Echo (met Seckou Keita)
- 2023: Double You (met Aoife Ní Bhriain)